# Tapulikaupunki

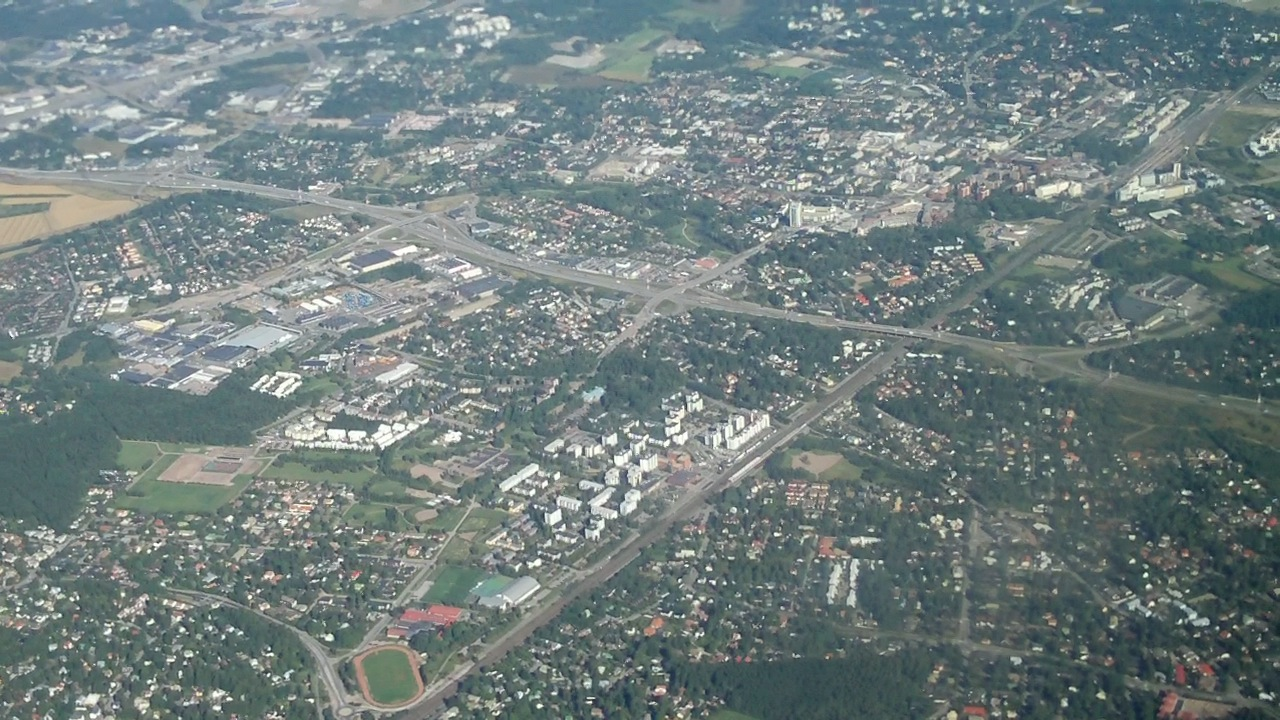
Vue aérienne de Tapulikaupunki.

Tapulikaupunki (en suédois : Stapelstaden) est une section du  quartier de Suutarila à Helsinki, la capitale de la Finlande. Tapulikaupunki appartient au district de Puistola.

## Description
Tapulikaupunki  a une superficie est de 2,20 km2, sa population s'élève à 8 563 habitants(1.1.2010) et il offre 1 466 emplois (31.12.2008).

## Galerie

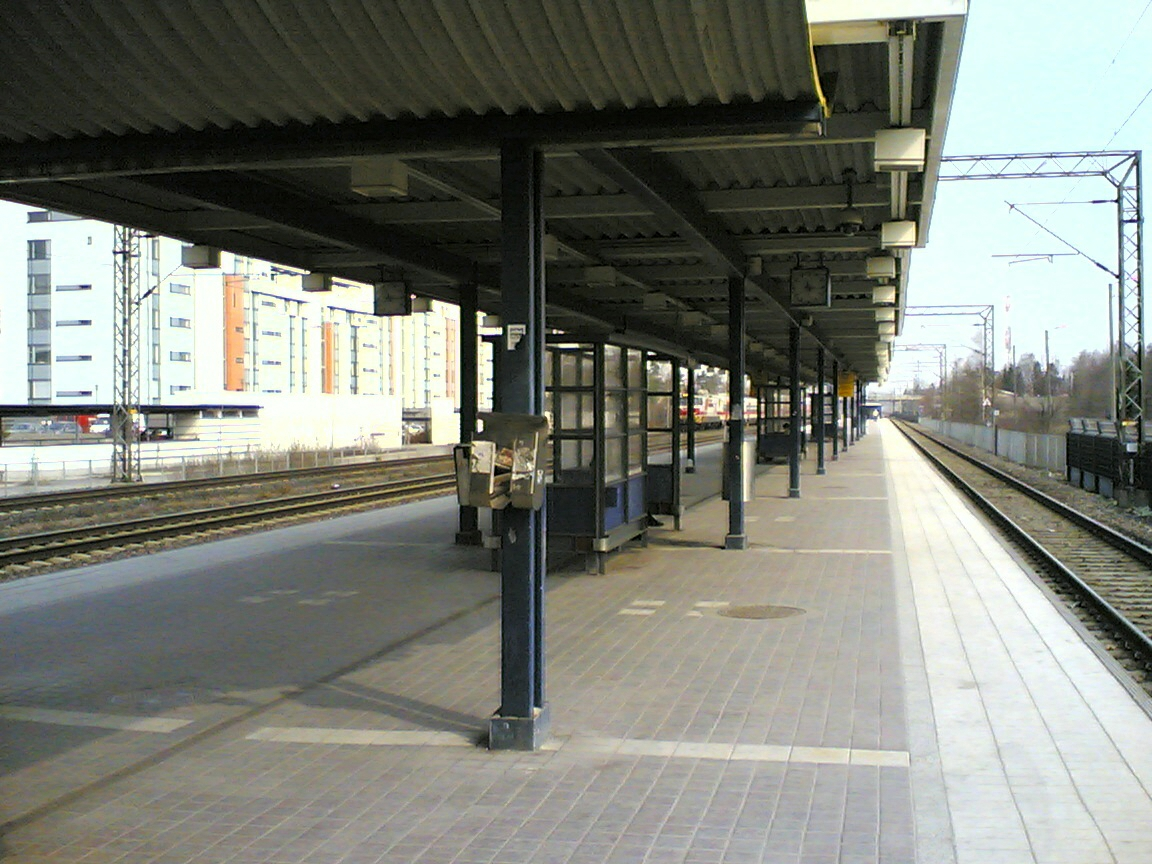
La gare de Puistola à Tapulikaupunki.
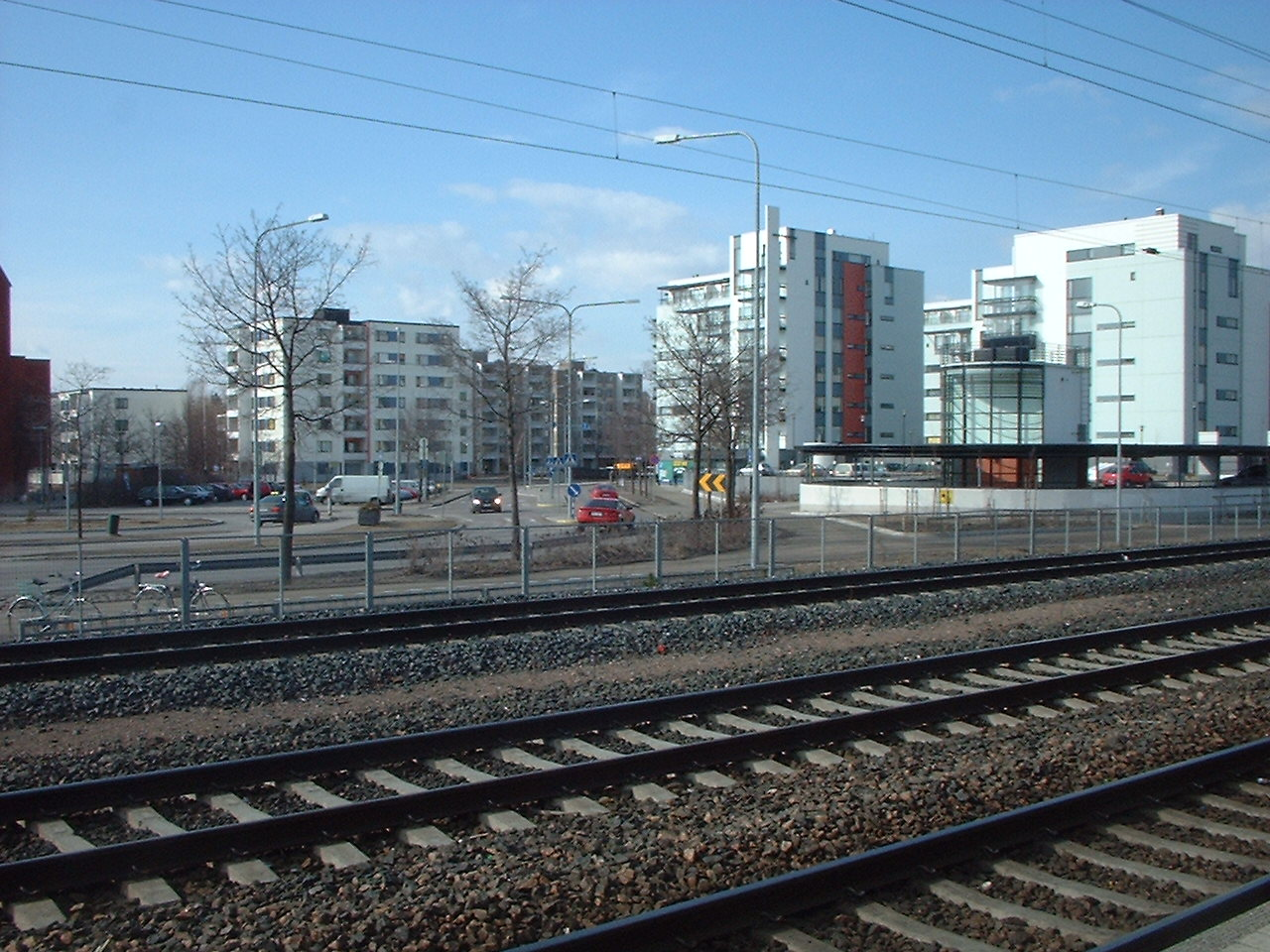
Bâtiments proches de la gare.